# Das Neutrum
Das Neutrum (Le neutre) ist ein literaturtheoretischer Aufsatz des französischen Poststrukturalisten und Semiotikers Roland Barthes. Eine deutsche Übersetzung der 1978 gehaltenen Vorlesung erschien 2005 im Suhrkamp Verlag.

## Inhalt
Bei Roland Barthes’ Das Neutrum handelt es sich um keinen zur Veröffentlichung konzipierten Text, sondern um Notizen zu einer Vorlesung, die Barthes während des Sommersemesters 1978 am Collège de France hielt. Barthes verweigert dabei – wie auch in anderen seiner Schriften – eine systematische Vorgehensweise bei der Präsentation seiner 23 (ursprünglich 30) „Figuren“, an denen er seinen Begriff des Neutrums vorführt.

### Einordnung und Stil
Barthes ordnete seine publizierten Werke drei verschiedenen Phasen zu: In der ersten Phase wandte er sich in der Nachfolge Ferdinand de Saussures der Sprache bzw. dem Diskurs zu, in der zweiten Phase arbeitete Barthes an einer semiologischen Analyse der Mode, bevor er sich in der dritten Phase dem Text zuwendete. In diese Phase fallen auch die Neutrum-Vorlesungen. In Barthes’ späten Notizen tritt sein Hang zum Literarisch-Artifiziellen – ähnlich wie in Die Lust am Text – stärker zum Vorschein, Einflüsse durch die Psychoanalyse, Kristeva, Derrida und Nietzsche werden deutlich.

### Das Neutrum
Barthes führte aus: „Ich definiere das Neutrum als dasjenige, was das Paradigma außer Kraft setzt, oder besser: Neutrum nenne ich dasjenige, was das Paradigma außer Kraft setzt. Denn ich definiere nicht ein Wort; ich benenne eine Sache […].“ Den Begriff Paradigma verwendet Barthes hier synonym mit 'Konflikt'. Nach seiner Auslegung vermeidet das Neutrum einen sinnerzeugenden Konflikt, indem es sich weigert, sich für eine Option zu entscheiden und dafür andere zurückzuweisen. Als sogenanntes „Tertium“ unterläuft das Neutrum die binäre Struktur, die dem Paradigma innewohnt.
Die aleatorische Darstellungsweise des Buches ergänzt insofern auf formaler Ebene den Inhalt der Vorlesungen, da – nach Barthes – das Neutrum „vom Zugriff des Sinns gelöst ist“ und sich damit dogmatischen oder hierarchischen Darstellungsweisen entzieht. Das Neutrum, so Barthes, sei letztlich etwas Schwieriges, Provokantes und Anstößiges, „weil es ein Denken des Nichtunterschiedenen beinhaltet, die Versuchung des letzten (oder ersten) Paradigmas: des Unterschiedenen und des Nichtunterschiedenen.“

### Die Figuren
Zu den „Figuren“, die Barthes dem Rezipienten vorführt, zählen unter anderen „das Zartgefühl“, „die Farbe“ und „das Adjektiv“. Dabei zeigt sich Barthes’ Auffassung des Neutrums im „Zartgefühl“ beispielsweise als der Genuss, eine sprachliche Handlung zu analysieren, ein Akt, der „das Erwartete unterläuft […] und andeutet, daß das Zartgefühl eine Perversion ist, die mit dem überflüssigen (funktionslosen) Detail spielt“. Im Bereich der Farben hingegen offenbart sich das Neutrum gerade im Farblosen, wobei Barthes die „bedeutungstragende Opposition […] zwischen dem Farbigen und dem Farblosen“ hervorhebt.

### Das ambivalente Neutrum
Das Neutrum sieht Barthes als ambivalent und keineswegs neutral: Es kann Konflikte nur aufheben, indem es als dritter, komplexer Term zwischen die ambivalenten Terme tritt. Dieser dritte Term ist jedoch für den Semiologen kein Nullterm – wie er an der Figur des „Adjektivs“ und ihrer „Qualität des Begehrens“ demonstriert –, vielmehr wird das Neutrum zum Gradienten und trägt damit Subtilität in die paradigmatische Struktur.

### Das Spiel
Roland Barthes, der als Schüler Roman Jakobsons – dem Begründer des Prager Strukturalismus – der strukturalistischen Theorie anhing, wandte sich nach der Lektüre der Schriften Jacques Derridas stärker der „Öffnung des Zeichens“ zu, und obwohl er seinem semiologischen Ansatz treu blieb, ergänzte er die logozentrische Ausrichtung auf den Zeichenbegriff de Saussures durch intertextuelle Verfahrensweisen. Im Vordergrund stand für ihn das Spiel mit der Lesart von Texten: Dieses Spiel findet sich auch im „Neutrum“ wieder, wo die einzelnen „Figuren“, in denen sich das Neutrum artikuliert, aus verschiedenen, nach dem Zufallsprinzip zusammengestellten Texten herausgelesen werden.

## Rezeption
Das Neutrum wurde von der literaturwissenschaftlichen Forschung wenig beachtet, obwohl es gerade den „späten“ Barthes näher charakterisiert. Cord Riechelmann las Das Neutrum als eine Untersuchung über „das Verhalten von Subjekten im Sprechen und zur Sprache von Anderen“ und über „Gedanken zur Medienwirklichkeit in einer Zeit, als es das Privatfernsehen in seiner heutigen Gestalt noch nicht gab“. Julia Encke sah die Vorlesungen weniger als „Wissens- oder Theorievermittlung“, sondern als „Gebrauchsanweisung zum Leben“.